# شهرستان تازوفسکی
شهرستان تازوفسکی (به لاتین: Tazovsky District) یک شهرستان در روسیه است که در ناحیه خودگردان یامالو-ننتس واقع شده‌است.